# Filip Březina
Filip Březina (* 19. března 1995 Ostrava) je český herec.
Herectví nejprve studoval na Janáčkově konzervatoři v Ostravě a poté pokračoval na Katedře činoherního divadla Divadelní fakulty Akademie múzických umění v Praze, kde v roce 2018 absolvoval v ročníku vedeném prof. Dariou Ullrichovou.

## Ocenění
- 2018 Cena Jiřího Adamíry

## Filmografie, výběr
- 2017 Zahradnictví, režie Jan Hřebejk
- 2018 Zlatý podraz role: kapitán týmu Franta Prokeš,[2] režie Radim Špaček
- 2018 Pepa, role Pepův spolužák, režie Ján Novák
- 2020 Anatomie zrady, role: syn Moravce, režie Biser A. Arichtev
- 2023 Klíč svatého Petra, režie Karel Janák
- 2024 Franta mimozemšťan, režie Rudolf Havlík
- 2024 Smysl pro tumor (seriál), role: student medicíny Filip, režie Tereza Kopáčová